# グラン (モルビアン県)
グラン （Gourin）は、フランス、ブルターニュ地域圏、モルビアン県のコミューン。

## 地理
グランはコルヌアイユ地方に属する。カンペール司教座の一部である。1950年代に住民の言語がフランス語に切り替わるまでは、ブルトン語のコルヌアイユ方言が話されていた。県の他の部分ではブルトン語のヴァンヌ方言が話されているが、コルヌアイユ方言は現在のグラン小郡のコミューンや、エル川右岸のファウエトで話されていた。
グランはヴァンヌから98km、カンペールからは43kmの距離である。
グランは、アルモリカ山塊の主たる山稜であるノワール丘陵の南側に位置する。まちの主要河川はイナム川である。

## 歴史

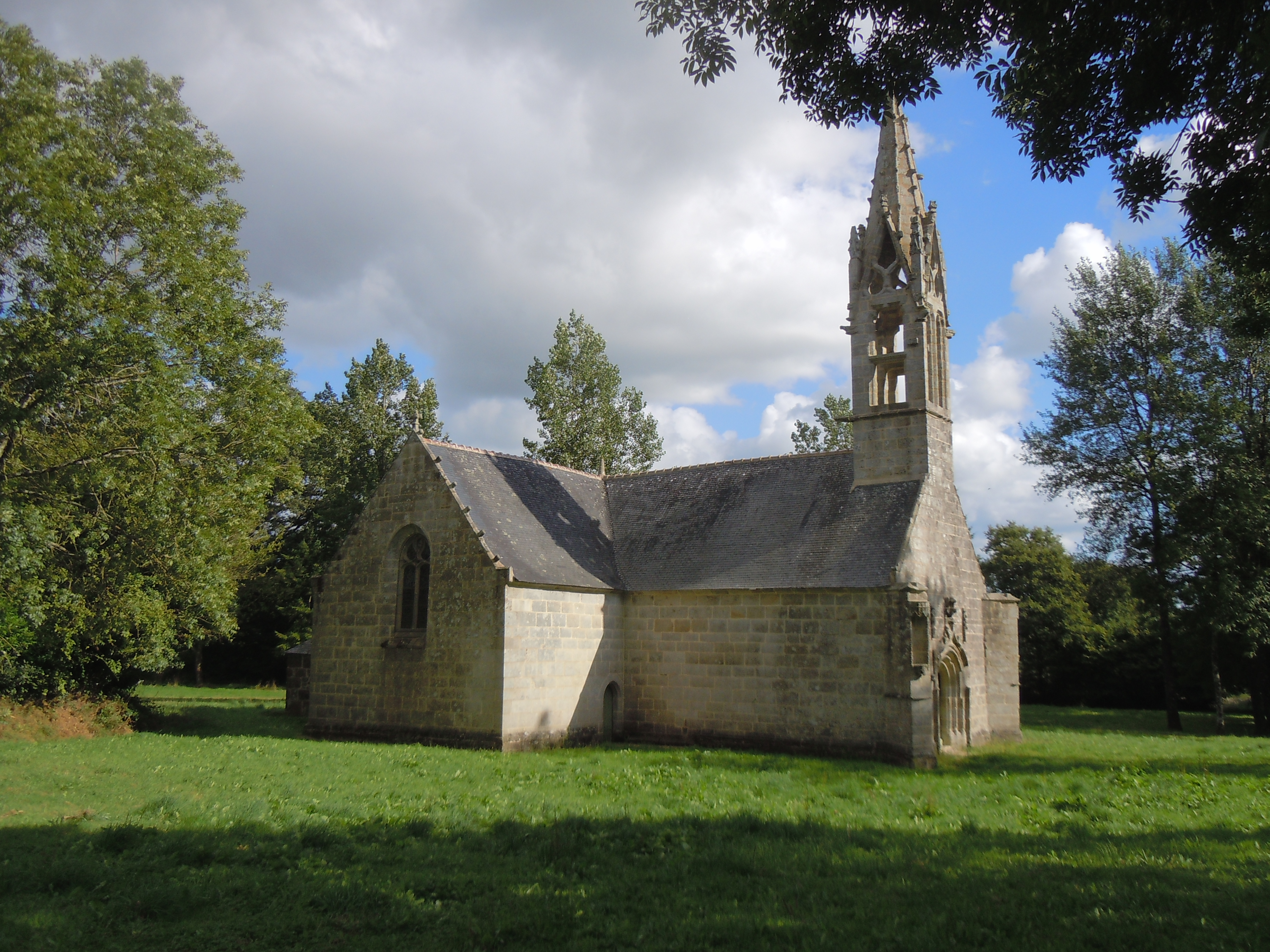
サンテルヴェ教会

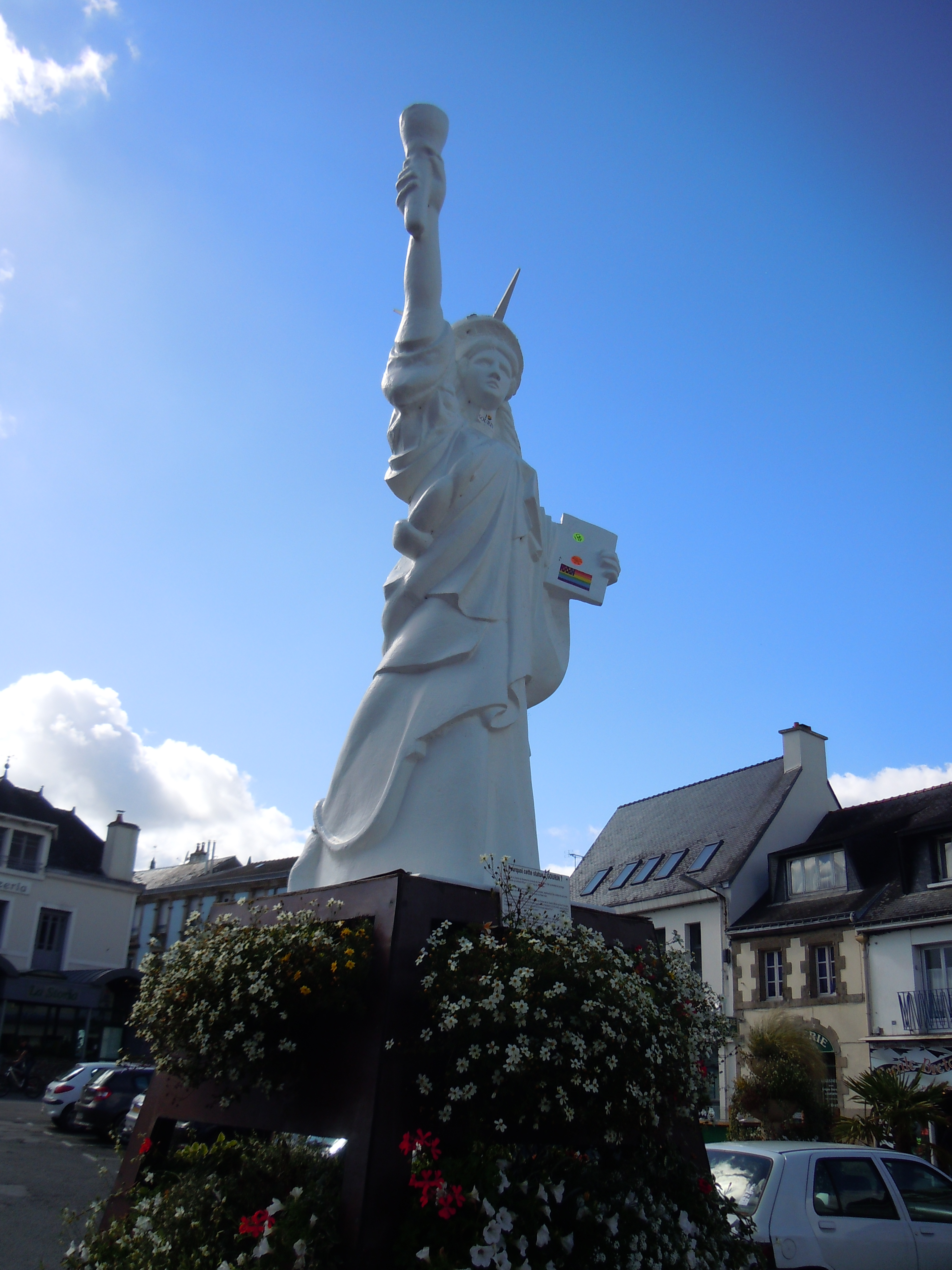
まちの中心部にある、自由の女神像のレプリカ

11世紀から12世紀、グランには子爵領が置かれていた。1265年以降、子爵領はブルターニュ公領に併合された。1532年のブルターニュおよびフランス連合法後は、フランス革命に廃止されるまで代官が置かれていた。
印紙税一揆さなかの1675年、教区民たちはカレやケルゴエ城を略奪した。グランでの一揆の首領シャルル・モルヴァンは、捕らえられてガレー船につながれた。
19世紀後半から20世紀初頭まで、グランから大勢の移民が北米へ向かった。グラン地方にルーツを持つ大勢のブルトン人がアメリカ合衆国で暮らしている。
1913年、グランのトロンジョリー荘園出身のジョセフ・ユリアックが妻や10人の仲間、その家族らは、ロッキー山脈の麓のアルバータ州にグランという村をつくった。1923年、このグラン村に郵便局ができた。のちブルトン人の12家族が最初の移民たちに合流した。
1938年、ニューヨーク州におよそ3000人のグラン住民がおり、そのうち400人がミシュランに雇用されていた。グラン小郡からの第二の移民の波が起こり、1946年から1955年までの10年間に747人がグランを去り（人口のおよそ13%）、多くが合衆国へ向かった。
19世紀半ばから20世紀初頭までは、グランでスレート石が採掘される黄金時代であった。スレート石は前世紀から用いられていたが地域の需要の増加のおかげで繁栄した（スレート屋根は、火災の危険のある藁葺屋根から徐々に切り替えられていった）。そして1892年にはガンガンからロスポルダンの区間の鉄道路線が敷かれた。鉄道駅はトレラゼ産スレート石との競争にさらされたため1962年に廃止された。
1941年7月14日夜、200人のグラン住民は共和国の三色旗を掲げながら街頭を行進し、ナチス・ドイツ当局を愚弄した。このため逮捕者が出た。抗議を行った5人の主要人物は逮捕され、ヴァンヌのナザレート刑務所での3週間から6週間の刑に処された。
グラン住民40人の殺害はナチスの蛮行である。ブシャール家は家族の3人を失った。重傷を負っていたレジスタンス運動の活動家を家にかくまった容疑で、父親と息子2人が強制収容所へ送られたのである。

## 人口統計
| 1962年 | 1968年 | 1975年 | 1982年 | 1990年 | 1999年 | 2006年 |
| ------ | ------ | ------ | ------ | ------ | ------ | ------ |
| 5195   | 5128   | 5199   | 4925   | 4734   | 4464   | 4193   |

## 言語
2007年の新学期、グランの児童の16.3%が二言語教育を行う小学校に在籍していた。